# Cigánypasztoráció
A cigánypasztoráció a roma közösségek célirányos lelki gondozása a római katolikus egyházon belül, ugyanakkor fontos szegmensét képezi a cigányság felzárkóztatását célzó társadalmi programoknak is. A református egyház célirányos missziónak tekinti a cigányság felé fordulását, mivel az egyház természeténél fogva missziói.

## A cigánypasztoráció tevékenységei
A cigánypasztoráció több tevékenységi kört ölel fel komplex módon.
- Legfontosabb eleme az evangelizáció, a hit terjesztése, a vallásos lelki élet elmélyítése, megerősítése. Ezt a célt szolgálják a cigány nyelvű misék és más közösségi imaalkalmak, a kimondottan romák számára szervezett zarándokutak, cigánybúcsúk, El Pelé tiszteletének bontakozó kultusza.
- A lelki élet elmélyítése mellett a cigánypasztoráció a legkülönfélébb formákban tevőlegesen részt vállal a cigányság hátrányos helyzetű csoportjainak társadalmi felzárkóztatásában, egzisztenciális helyzetük javításában. Karitatív adomány-osztásra, gyermek- és felnőtt oktatási programokra, átképzésekre, munkahelyteremtésre, idősek és betegek szociális gondozására és még más egyéb közösségi vagy intézményi ellátási formákra számtalan változatos példa létezik.
- A hagyományos cigány kultúra elemeinek ápolása, a roma identitás erősítése szintén fontos eleme a pasztorációs tevékenységnek. Ilyenek az anyanyelvi szakkörök, tanfolyamok; a cigány hagyományőrző együttesek, kézműves műhelyek működtetése. Ezek a kulturális csoportok, kisközösségek sokszor a templomi szertartásokban is szerephez jutnak.
- A cigányok és nem cigányok számára szervezett közös események alkalmat adnak a két közösség számára egymás közelebbi megismerésére, így az egymással szemben táplált előítéletek lebontására, enyhítésére.

## A hagyományos roma értékrend és a katolicizmus
- A modern társadalmak általános individualizmusával szemben a hagyományos roma csoportok közösség-centrikusak, ezen belül hangsúlyosan családközpontúak, család alatt mindig a nagycsaládot, tágabb rokoni kört értve. Ez jól illeszkedik az evangéliumi tanításhoz, mely a hívőket egy testvéri közösségnek tekinti, valamint közel áll a házasság szentségéről szóló katolikus tanításhoz is.
- A cigányság hagyományos hitvilága csoportonként jelentős eltérést is mutat, de néhány alapvonás általánosságban jellemző: Az emberi élet nem ér véget a halállal, a holtak valamilyen formában „tovább élnek”. Léteznek különböző test nélküli, szellemi lények, melyek lehetnek ártóak vagy segítőek. A legtöbb cigány csoport hitvilágában – a templomba hagyományosan nem járóknál is – központi helyet foglal el az Isten (általában Jézus Krisztust, és nem a Szentháromságot értik alatta) és Szűz Mária, valamint gyakorolják a népi vallásosság számtalan formáját. A roma kultúrának ezen elemei szintén jól kapcsolhatók a hivatalos katolikus tanításhoz, annak ellenére, hogy eredeti formájukban sokszor jelentős mértékben eltérnek attól.

## A cigánypasztoráció intézményi háttere
A cigánypasztorációban közreműködő intézmények és közösségek kivétel nélkül alulról jövő kezdeményezések. Papok, szerzetesek és világi hívők kezdeményezései, akik az adott helyi igények alapján a lehetőségekhez igazodva végzik munkájukat. Ezen kezdeményezések koordinálására létre jöttek az egyházi adminisztrációnak a hivatalos testületei is. A cigánypasztorációval foglalkozó legmagasabb szintű testület a vatikáni Pontificium Consilium de Spirituali Migrantium atque Itinerantium Cura magyar nevén az Elvándorlók és Úton levők Pápai Tanácsa, mely nemzetközi szinten fogja össze az érintett vallási közösségeket. 2008-ban már VI. alkalommal szervezték meg a Cigánypasztorációs Világkongresszust. A magyar katolikus egyházban Dúl Géza az országos cigánypasztorációs referens.

## A cigánypasztoráció Magyarországon
A cigánypasztorációt folytató magyarországi kezdeményezések felsorolása szemléletesen mutatja a tevékenység intézményi és módszertani sokszínűségét.
- Alsószentmárton

A 100%-ban beás-cigány lakosú baranyai település lelkésze Lankó József, vagy ahogy a helyiek hívják, Tiszi kezdeményezésére jött létre a Szent Márton Caritas Alapítvány. A hitoktatás és a gyermekek nyári táboroztatása mellett az alapítvány immár cigány nemzetiségi óvodát és tanodát is működtet a faluban.
- Arló

A Szent Ferenc Kisnővérei szerzetesközösség 1994-ben költözött a Borsod megyei Arlóra. Kezdeményezésükre jött létre a Szent Filoména Ifjúsági Szeretetközösség 1997-ben. Az olyan nagyobb események, mint a nyári gyerektáborok, ifjúsági találkozók mellett rendszeres programot jelent a heti közösségi tanítás. A közösség tagjai nemcsak arlóiak, hanem a környékbeli falvakból is ellátogatnak a rendezvényekre. Az egykori kántorlakásban, melyet "Befogad-lak"-nak neveztek el, működik a kiskórus, színpadi előadások, nyári találkozók szerveződnek. Az idejáró fiatalok bekapcsolódnak az Élet a Lélekben imaszemináriumba, a Cursillóba. A szerzetesközösség más közösségeket is látogat, és más természetű karitatív munkát is végez.
- Budapest – Józsefváros

Józsefvárosban a Szent József plébánián Bajzáth Ferenc a plébános. A rendszerváltozással elkezdődött az iskolai hitoktatás, ekkor kerültek kapcsolatba azokkal a többségükben romungró cigány családokkal, akik maguktól nem keresték meg a plébániát. Néhány lelkes hívővel megalakították a Szent József a Gyermekekért Alapítványt, mely támogatja a rászoruló családokat időszakonkénti élelmiszersegéllyel, és hozzájárul a gyermekek nyári táborozásához is. 1994-től kezdve nyári hittanos táborokat, majd 1998-tól rendszeresen zarándoklatokat szerveznek roma családoknak és már egy baba-mama tábort is tartottak. 1999 óta egy használatra átengedett romos pincéből kialakított, 150 négyzetméteres helyiségben már közösségi programokat, tanulást segítő gyermekfoglalkozásokat, rendszeres karitatív segítségadást nyújtanak. Otthont adnak az Apor Vilmos Tanítóképző Főiskola kihelyezett romológia tanfolyamának, valamint rendszeres kézműves és cigánytánc foglalkozásokra is sor kerül.
- Esztergom

A Marista testvérek hivatása a szegények, rászorulók szolgálata, életük teljes megosztása. 1990-ben tértek vissza Magyarországra, 1999 óta Esztergomban a Töltés utcán, a cigánysoron két szerzetes, egy spanyol és egy francia telepedett le. A cigány gyerekek számára naponta játékos foglalkozásokat tartanak gazdag, változatos programmal. Segítik őket a tanulásban, az iskolai érvényesülésben. Tevékenységük most van kibontakozóban. Létrehoztak egy közösségi házat is „Teleház” néven, melyet öt főállású pedagógus segítségével működtetnek. A Töltés utcai rossz minőségű bérlakásokat 2019-ben lebontották, a lakók máshol kaptak elhelyezést.
- Gyömrő

A településen működik a Váci Egyházmegye Cigány Pasztorációs Központja, a Ceferino Ház. Tevékenységük túlmutat a váci püspökség határain, országos programok szervezésében is részt vesznek. Kéthetente a Mária Rádióban jelentkeznek műsorukkal. A Ceferino Ház vezetője Dúl Géza.
- Gyöngyösoroszi

A Jó Pásztor Nővérek Dutra Mária Lurdes nővér vezetésével Gyöngyösorosziban telepedtek le. Egy utcában, közvetlen, közeli kapcsolatban élnek a cigány családokkal. A cigányasszonyokkal közös akciókat, programokat rendeznek. 13–15 éves lányok számára gazdasszonyképzőt indítottak nagy sikerrel. Tanítják őket főzni, felkészítik a feleség és a családanya feladataira.
- Hodász – Kántorjánosi

Mindkét település görögkatolikus cigányainak saját templomuk van, ahol anyanyelvükön vesznek részt a szent liturgián. Jelenleg Hodászon már roma közösségi ház, és a cigányok számára épült idősek napközi otthona is működik. A kezdeményezés elindulásánál Sólya Miklós és Mosolygó Béla görögkatolikus lelkészek bábáskodtak, a jelenlegi plébános Gelsey Gábor. Mindkét falu közössége aktív résztvevője a máriapócsi cigány búcsúnak.
- Köröm – Kiscsécs – Girincs

Miskolc környéki, egymástól 2–3 km-re fekvő falvak, ahol  Körömben a lakosság 60, Girincsben körülbelül 50 százaléka cigány származású, míg Kiscsécset 100 százalékban cigányok lakják. A településeken Kuklay Antal és Hoffer József tevékenykedik a "Köröm Életminőségéért Alapítvánnyal" karöltve. Elsősorban gyermekek iskolai fölzárkóztatásával foglalkoznak. Kiscsécsben, a helyi polgármesteri hivatal egyik helyiségében tartanak misét, igeistentiszteletet, ahol kb. 30–35 cigány gyerek és két felnőtt vesz részt. Vasárnap esténként a girincsi plébánián, főleg cigány ifjúság számára tartunk foglalkozást. Körömben a foglalkoztató házában cigányasszonyokkal főznek, a házvezetést tanulják. Közben elolvasnak velük egy-egy történetet a Szentírásból vagy egy novelláskötetből, amit aztán megbeszélnek Kialakítottak egy kis konyhakertet, ahol a maguk által termelt zöldséget a főzéskor fölhasználjuk. Az itt szerzett tapasztalatok segíthetnek abban, hogy otthoni környezetben is kialakítsanak hasonló konyhakertet.
- Szendrőlád

A településen Cursillo-tanfolyamokat tartanak. Külön vesznek részt rajta a férfiak és a nők, hogy az oldott, őszinte, baráti légkör gyorsan alakuljon ki. A tanfolyam három napig tart, a résztvevők száma 25–35 fő körül van. Összesen már több száz cigány származású ember vett részt a tanfolyamok valamelyén. A cigány résztvevők számára az egyik alapvető élmény, hogy elfogadja és befogadja őket a közösség. A szeretet hatására rádöbben saját értékeire, és benne is kialakul a másik elfogadására irányuló készség. A régi környezetébe visszatérve kovászként működik, tud elfogadni, szeretni és másokat is erre indít. Azóta már cigány lelkipásztori munkatársak is kinevelődtek.

## Roma tematikájú összefoglaló szócikkek
- Cigány népcsoportok
- Cigány nyelv
- Cigányok
- Cigány nemzeti jelképek
- Cigány ünnepek